# Arkadij Sudariew
Arkadij Wiktorowicz Sudariew (ros. Аркадий Викторович Сударев, ur. 24 grudnia 1924 w Irkucku, zm. 26 kwietnia 1945 w Żaganiu) – radziecki wojskowy, kapral, uhonorowany pośmiertnie tytułem Bohatera Związku Radzieckiego (1945).

## Życiorys
Urodził się w rodzinie wojskowego. Od 1934 wraz z matką mieszkał w miejscowości Stiełka Czuni, a później w Wanawarze w Kraju Krasnojarskim, w 1938 przeniósł się do miasta Karasuk, gdzie skończył 9 klas. W październiku 1942 został powołany do Armii Czerwonej i skierowany na szkolenie do Omska, później służył w wojskach powietrznodesantowych. We wrześniu 1943 został przerzucony na tyły wroga na terytorium okupowanej Ukrainy. Za linią wroga, w rejonie Białej Cerkwi samolot ze spadochroniarzami został zestrzelony, jednak Sudariewowi i towarzyszom broni udało się wyskoczyć na spadochronie. W walce grupy z Niemcami wielu spadochroniarzy zginęło, a Sudariew został ranny i wzięty do niewoli, jednak udało mu się zbiec z kilkoma innymi i dołączyć do zgrupowania partyzanckiego. Walczył w oddziale Stepana Dorosza działającym w rejonie Winnicy, w jednej z walk został ponownie ranny. Na początku 1944 oddział partyzancki w składzie z Sudariewem połączył się z regularną armią radziecką i od tego czasu brał udział w walkach frontowych, w tym w walkach pod Proskurowem i Lwowem, forsowaniu Wisły i operacji częstochowsko-radomskiej, a w kwietniu 1945 w operacji berlińskiej. Podczas operacji berlińskiej Sudariew będący dowódcą oddziału rusznic przeciwpancernych (PTR) 70 Brygady Zmechanizowanej 9 Korpusu Zmechanizowanego 3 Gwardyjskiej Armii Pancernej 1 Frontu Ukraińskiego w stopniu gefrajtera został ciężko ranny i odesłany do szpitala w Żaganiu, gdzie zmarł. Pochowano go na cmentarzu w Żaganiu. Jego imieniem nazwano ulice w Irkucku i Karasuku.

## Odznaczenia
- Złota Gwiazda Bohatera Związku Radzieckiego (pośmiertnie, 27 czerwca 1945)
- Order Lenina (pośmiertnie, 27 czerwca 1945)
- Order Czerwonej Gwiazdy
- Medal za Odwagę (1944)